# Get Together
«Get Together» — пісня  американської співачки Мадонни з альбому «Confessions on a Dance Floor», випущена третім синглом. Рішення про випуск цього синглу  прийняли тому, що «Get Together» став третьою найбільш скачуваною піснею з альбому.  Випуск синглу був приурочений до початку  світового турне «Confessions Tour», під час якого пісня завжди  виконувалася другою.

## Музичне відео
Існують дві версії кліпу, але вони обидві були змонтовані з живого виступу Мадонни в  «Koko Club». В одній версії переважають рожеві кольори,  в кліпі показана еволюція: від динозаврів до хмарочосів. У другій версії також багато спецефектів, але певного сенсу в кліпі немає. Друга версія є на збірнику відео  «Celebration», а першої  й досі немає на фізичних носіях.

## Трек-ліст
| - Європа і Австралія CD-сингл 1. «Get Together» (Radio Edit) — 3:54 2. «Get Together» (Jacques Lu Cont Mix) — 6:18 3. «Get Together» (Tiefschwarz Remix) — 7:34 - Британський 12" промо-вініл 1. «Get Together» (Tiefschwarz Remix) — 7:34 2. «Get Together» (James Holden Remix) — 8:00 - Британський 12" вініл 1. «Get Together» (Radio Edit) — 3:54 2. «Get Together» (Jacques Lu Cont Mix) — 6:18 - Європа, Канада і США Максі-CD 1. «Get Together» (альбомна версія) — 5:15 2. «Get Together» (Jacques Lu Cont Mix) — 6:18 3. «Get Together» (The Danny Howells Funk Mix) — 9:13 4. «Get Together» (Tiefschwarz Remix) — 7:34 5. «Get Together» (James Holden Remix) — 8:00 6. «I Love New York» (Thin White Duke Mix) — 7:43 | - Британський промо CD-сингл 1. «Get Together» (Radio Edit) — 3:54 2. «Get Together» (Jaques Lu Cont Vocal Edit) — 4:22 3. «Get Together» (The Danny Howells Funk Mix) — 9:13 - Британський CD-сингл 1. «Get Together» (альбомна версія) — 5:15 2. «Get Together» (Jacques Lu Cont Mix) — 6:18 3. «Get Together» (The Danny Howells Funk Mix) — 9:13 4. «Get Together» (Tiefschwarz Remix) — 7:34 5. «Get Together» (James Holden Remix) — 8:00 - США 2 x 12" вініл 1. «Get Together» (альбомная версия) — 5:15 2. «Get Together» (Jacques Lu Cont Mix) — 6:18 3. «Get Together» (Tiefschwarz Remix) — 7:34 4. «I Love New York» (Thin White Duke Mix) — 7:43 5. «Get Together» (James Holden Remix) — 8:00 6. «Get Together» (The Danny Howells Funk Mix) — 9:13 |

## Чарти
| Чарт (2006)                       | -  |
| --------------------------------- | -- |
| Australian Singles Chart          | 13 |
| Austrian Singles Chart            | 35 |
| Belgium Singles Chart (Фландрія)  | 22 |
| Belgium Singles Chart (Валлонія)  | 33 |
| Canadian Singles Chart            | 4  |
| Czech Airplay Chart               | 13 |
| Danish Singles Chart              | 12 |
| Dutch Top 40                      | 13 |
| Eurochart Hot 100 Singles         | 18 |
| Finnish Singles Chart             | 6  |
| French Singles Chart              | 26 |
| German Singles Chart              | 28 |
| Hungarian Singles Chart           | 1  |
| Irish Singles Chart               | 17 |
| Italian Singles Chart             | 2  |
| Spanish Singles Chart             | 1  |
| Swedish Singles Chart             | 15 |
| Swiss Singles Chart               | 24 |
| UK Singles Chart                  | 7  |
| Американський Hot Dance Club Play | 1  |
| Американський Hot Dance Airplay   | 1  |
| Американський Hot Singles Sales   | 2  |
| Американський Pop 100             | 84 |